# Nonthaburi (stad)

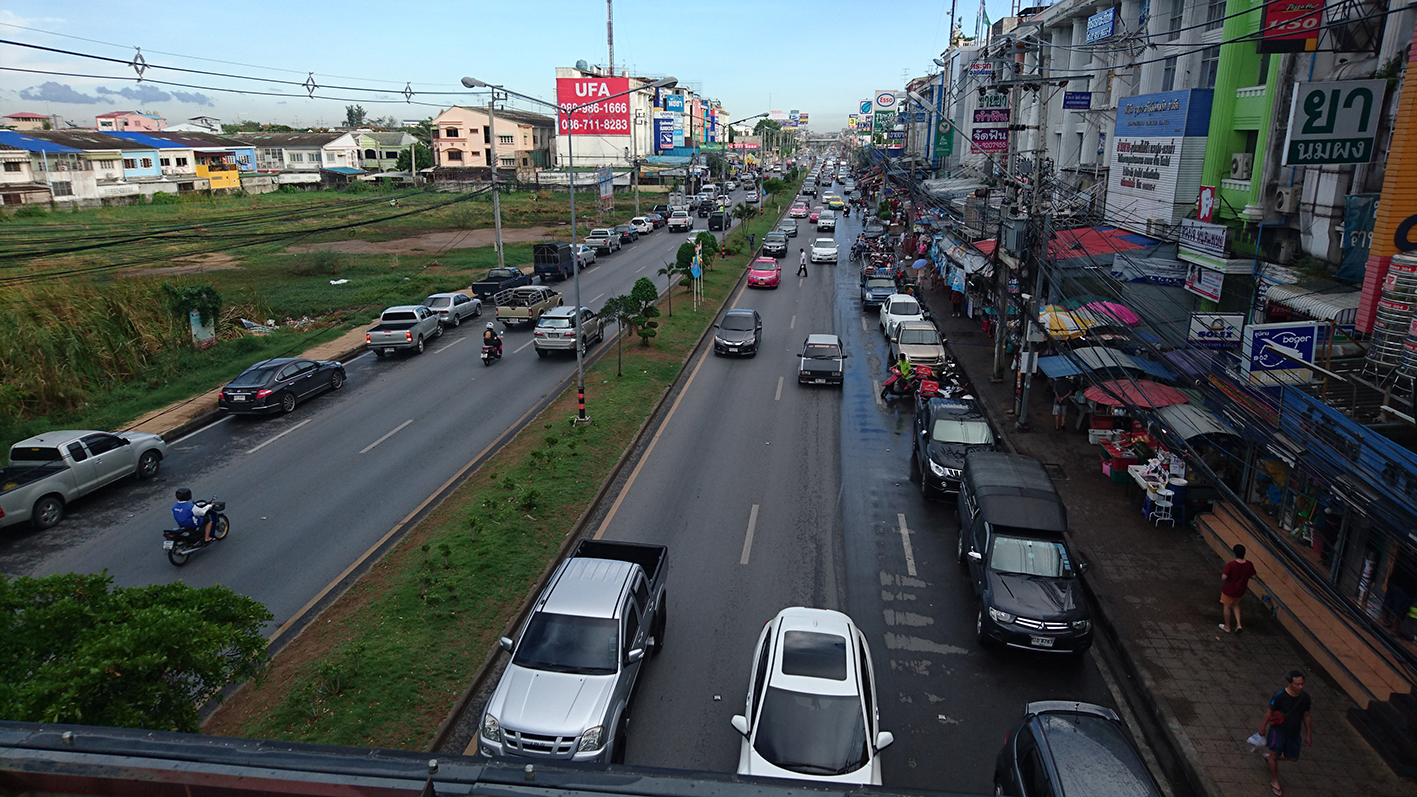
Bang-Kruai-Sai Noi Rd 2016-06-14

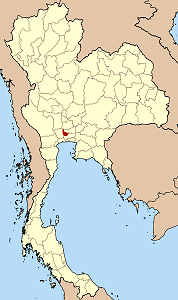
Provinsen Nonthaburis läge i Thailand

Nonthaburi är Thailands tredje största stad efter Bangkok och Samut Prakan, belägen i Nonthaburiprovinsen. Befolkningen uppgick 2006 till 267 000. Staden ligger nära Bangkok, och kan betraktas som en förort till denna stad.